# Drosophila cardini
Drosophila cardini är en tvåvingeart som beskrevs av Alfred Sturtevant 1916. Drosophila cardini ingår i släktet Drosophila och familjen daggflugor.
Artens utbredningsområde är den neotropiska regionen samt delstaterna Hawaii, Florida och Texas i USA.